# Fumikiri Jikan
Fumikiri Jikan (踏切時間?  lit. Tiempo de cruce de ferrocarril) es una serie de manga japonesa escrita e ilustrada por Yoshimi Sato. Comenzó su serialización en la revista de manga Gekkan Action de Futabasha desde el 25 de mayo de 2016 hasta el 25 de septiembre de 2021 y se ha recopilado en un total de ocho volúmenes tankōbon. Una adaptación de la serie a anime por el estudio Ekachi Epilka se estrenó el 9 de abril de 2018.

## Sinopsis
Toda nuestra vida consiste en puro alboroto. La gente todo el tiempo en algún lugar con prisa, con prisa, corre ... En el vertiginoso ajetreo diario, a veces ni siquiera tenemos tiempo para respirar. Pero debe haber un equilibrio en todo. Y si no podemos detenernos a tiempo, la ciudad lo hará por nosotros. Hay semáforos en los que puede reducir la velocidad y pasar un momento esperando. Y hay cruces de ferrocarril, donde tendrás que pararte un poco más, mirar a lo lejos y buscar la silueta de un tren que se aproxima, y también calcular cuántos coches hay. ¿Qué pensamientos les vienen a la mente cuando de repente la barrera los bloquea más? Para ellos, cada día es una nueva historia, cuyos sonidos se mezclan con el ruido de un tren que pasa por las vías.
Esta historia de cuentos nos cuenta la vida cotidiana y las conversaciones de los jóvenes, pero al mismo tiempo, diferentes personas sobre diversos temas, esperando en los cruces ferroviarios.

## Personajes
Ai (アイ?)
 Seiyū: Sayaka Senbongi
Tomo (トモ?)
 Seiyū: Yui Ogura
Mashima (真島?)
 Seiyū: Yuri Komagata
Tanishi (田西?)
 Seiyū: Kazuki Matsunaga
Misaki Komaba (駒場 みさき Komaba Misaki?)
 Seiyū: Suzuna Kinoshita
Takashi Komaba (駒場 たかし Komaba Takashi?)
 Seiyū: Mitsuhiro Ichiki
Utako (詩子?)
 Seiyū: Yu Ayase
Kurobe (黒部?)
 Seiyū: Mariko Honda
Teacher (先生 Sensei?)
 Seiyū: Yasuhiro Mamiya

## Media

### Manga
Fumikiri Jikan es escrito  e ilustrado por Yoshimi Sato, comenzó su serialización en la revista Gekkan Action de Futabasha desde el 25 de mayo de 2016 hasta el 25 de septiembre de 2021 y se recopilo en un total de ocho volúmenes tankōbon.
| Volúmenes de manga publicados | Volúmenes de manga publicados | Volúmenes de manga publicados |
| Número                        | Fecha de publicación          | ISBN                          |
| ----------------------------- | ----------------------------- | ----------------------------- |
| 1                             | 12 de diciembre de 2016       | ISBN 978-4-575-84896-0        |
| 2                             | 12 de mayo de 2017            | ISBN 978-4-575-84972-1        |
| 3                             | 12 de marzo de 2018           | ISBN 978-4-575-85123-6        |
| 4                             | 12 de junio de 2018           | ISBN 978-4-575-85168-7        |
| 5                             | 12 de marzo de 2019           | ISBN 978-4-575-85279-0        |
| 6                             | 12 de diciembre de 2019       | ISBN 978-4-575-85392-6        |
| 7                             | 12 de septiembre de 2020      | ISBN 978-4-575-85488-6        |
| 8                             | 9 de diciembre de 2021        | ISBN 978-4-575-85665-1        |

### Anime
Una adaptación a anime fue anunciada el 25 de enero de 2018 en Gekkan Action, La serie es animada por el estudio Ekachi Epilka y dirigida por Yoshio Suzuki. Fue emitida del 9 de abril al 25 de junio de 2018. El tema de apertura es Tomare no susume (ト マ レ の ス スメ?) interpretado por Yuri Komagata.